# 아구창

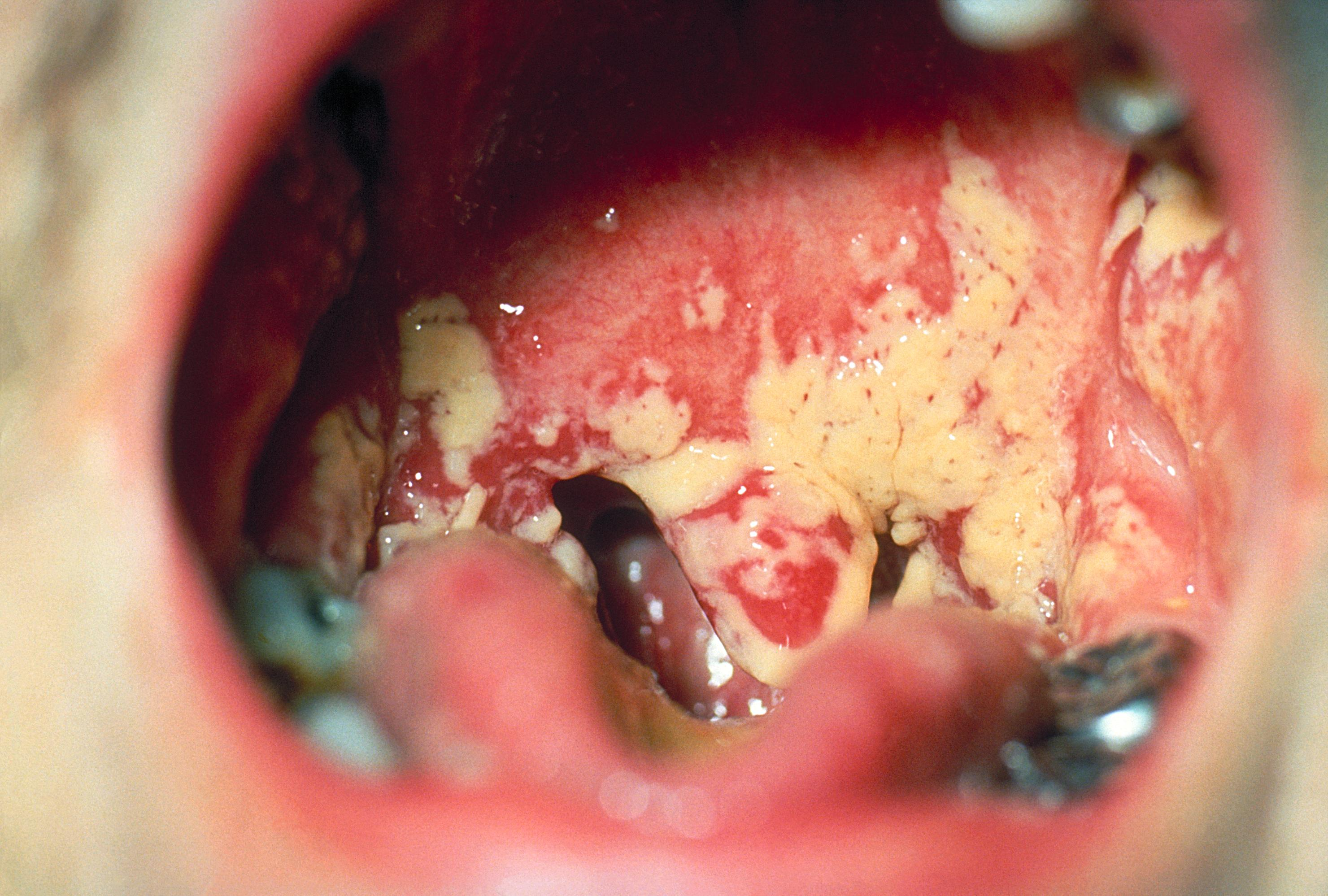
아구창 환자의 구강

아구창 또는 구강 칸디다증(鴉口瘡, oral candidiasis, thrush)은 진균류인 칸디다(Candida albicans)가 구강점막에서 증식하는 병을 지칭한다.
저항력이 약한 유아기에 주로 나타나며 입에서 이스트 냄새가 난다. 혀, 볼의 안쪽, 목구멍 등의 부위에 백태와 같은 흰 물질이 덮이게 되며, 그 밑의 점막이 짓무른다. 아구창에 걸린 아기에게 모유수유를 하는 경우 유두쪽에 감염될 수도 있다.
젖병이나 장난감과 같이 아기들이 입에 넣는 물건의 위생관리를 통해 예방이 가능하며, 발병한 경우, 내복약으로 치료가 가능하다.

## 같이 보기
- 칸디다
- 칸디다증
- 질효모감염증